# Eurybregma porca
Eurybregma porca är en insektsart som beskrevs av Alexander Fyodorovich Emeljanov 1964. Eurybregma porca ingår i släktet Eurybregma och familjen sporrstritar. Inga underarter finns listade i Catalogue of Life.